# Fatah Nsaief
Abdul-Fatah Nsaief Jassim (arabe : فتاح نصيف) (né le 2 février 1951 en Irak) est un joueur de football international irakien, qui évoluait au poste de gardien de but.

## Biographie

### Carrière en sélection
Avec l'équipe d'Irak, il joue 52 matchs (pour aucun but) entre 1977 et 1987. 
Il figure dans le groupe des sélectionnés lors de la coupe du monde de 1986. Lors du mondial, il joue un match contre le Mexique.
Il participe également aux JO de 1984.